# Romano Reggiani
Romano Reggiani (Bologna, 28 ottobre 1993) è un attore e musicista italiano.

## Biografia
Diplomatosi all'Istituto Tecnico Agrario "Serpieri" di Bologna, sua città natale, viene ammesso al Centro sperimentale di cinematografia di Roma, dove si diploma nel 2015.

## Carriera
La sua carriera inizia con diversi cortometraggi (di cui in alcuni casi cura anche la regia) e piccole apparizioni, fino a interpretare un ruolo da co-protagonista nel lungometraggio Tempo instabile con probabili schiarite di Marco Pontecorvo, accanto a Luca Zingaretti e John Turturro nel 2014. Nello stesso anno viene scelto come nuovo protagonista della terza stagione della serie Una grande famiglia, diretta da Riccardo Donna per Rai 1. Prosegue il suo percorso televisivo interpretando uno dei protagonisti nella serie Tutti insieme all'improvviso diretta da Francesco Pavolini per Mediaset. Nel 2016 viene scelto da Sky Atlantic per il ruolo di Leonardo Notte da giovane nella serie 1993 di Giuseppe Gagliardi.
Durante le riprese della serie registra il suo primo album discografico di musica folk: Time Is A Time, prodotto dalla Underground Music Studio di Bologna. L'album è una collezione di pezzi inediti in lingua inglese ispirati allo stile statunitense degli anni sessanta. Reggiani avvia così una serie di concerti promozionali incentrati, oltre che sulle proprie composizioni, anche su brani degli anni sessanta americani e di Bob Dylan. Segue poi un singolo, No Hard Feelings, per l'etichetta New Music International.
Nel 2018 ottiene il ruolo da co-protagonista nella serie thriller Scomparsa per la regia di Fabrizio Costa. Nel frattempo si dedica alla regia del suo primo cortometraggio, in memoria del centenario della prima guerra mondiale, L'addormentato nella valle, prodotto da New Frame Production. 
Nel 2019 figura tra i co-protagonisti della serie L'amore strappato, in cui interpreta il figlio di Sabrina Ferilli. 
È del 2020 la sua partecipazione alla serie Vite in fuga; alla fine dello stesso anno ottiene il ruolo da protagonista nella serie Mental di Michele Vannucci. Nel 2021 prende parte a Vita di Dante, il biopic sulla vita di Dante Alighieri per la regia di Pupi Avati. Nel 2023 viene pubblicato Lamborghini the Legend, primo suo film di produzione statunitense (Ambi Pictures), diretto da Robert Moresco.
Sempre nello stesso anno Reggiani fa parte del cast del noir Eravamo bambini per la regia di Marco Martani, tratto dal monologo teatrale Zero di Massimiliano Bruno.

Il 2024 vede impegnato Reggiani sul set del thriller di produzione italo-statunitense The Paradox Effect, in un cast internazionale che include anche Harvey Keitel, e del thriller L'orto americano per la regia di Pupi Avati, la cui presentazione è prevista fuori concorso in occasione della 81ª Biennale di Venezia.

## Filmografia

### Cinema
- Gli amici del bar Margherita, regia di Pupi Avati (2009)
- Tempo instabile con probabili schiarite, regia di Marco Pontecorvo (2014)
- La prima volta (di mia figlia), regia di Riccardo Rossi (2015)
- La ricetta italiana, regia di Zuxin Hou (2022)
- Dante, regia di Pupi Avati (2022)
- Lamborghini, regia di Bobby Moresco (2022)
- The Paradox Effect, regia di Scott Weintrob (2023)
- Eravamo bambini, regia di Marco Martani (2024)
- L'orto americano, regia di Pupi Avati (2024)

### Televisione
- Un matrimonio, regia di Pupi Avati (2012-2013)
- Il restauratore, regia di Enrico Oldoini (2013)
- Una grande famiglia, terza stagione, regia di Riccardo Donna (2014)
- Tutti insieme all'improvviso, regia di Francesco Pavolini (2015)
- 1993, regia di Giuseppe Gagliardi (2016)
- È arrivata la felicità, seconda stagione, regia di Riccardo Milani e Francesco Vicario (2017)
- L'amore strappato, regia di Ricky Tognazzi (2018)
- Scomparsa, regia di Fabrizio Costa (2018)
- Vite in fuga, regia di Luca Ribuoli (2019)
- Mental, regia di Michele Vannucci (2020)
- Lei mi parla ancora, regia di Pupi Avati - film TV (2021)
- Viola come il mare, regia di Francesco Vicario – serie TV (2022)
- Il nostro generale, regia di Lucio Pellegrini e Andrea Jublin – serie TV (2023)
- Il Gattopardo, regia di Tom Shankland, Laura Luchetti e Giuseppe Capotondi – miniserie TV, episodi 2-3 (2025)

### Cortometraggi
Reggiani dirige alcuni cortometraggi in cui è anche attore.
- L'infinito, regia di Romano Reggiani (2011)
- La stazione del metrò, regia di Romano Reggiani (2013)
- Il taglio, regia di Gianluca Minucci (2013)
- L'addormentato nella valle, regia di Romano Reggiani (2015)

## Discografia
- Time is a Time (2019)
- No Hard Feelings (2019)
- Some Fucking Rights To The Wrong People (2019)

## Riconoscimenti
- Premio Rising Star Actor of The Year (2023)[10]
- Premio Kinéo Diamanti del cinema (2018)
- Premio speciale Giovani Promesse del Cinema e dell'Audiovisivo (2018)[3]